# Биркет-эс-Саб
Биркет-эс-Саб (араб. بركة السبع‎) — город на севере Египта, расположенный на территории мухафазы Минуфия.

## Географическое положение
Город находится на северо-востоке мухафазы, в южной части дельты Нила, на берегах канала Бахр-Шибин, на расстоянии приблизительно 6 километров к северо-западу от Шибин-эль-Кома, административного центра провинции. Абсолютная высота — 22 метра над уровнем моря.

## Демография
По данным переписи 2006 года численность населения Биркет-эс-Саба составляла 33 873 человека.
Динамика численности населения города по годам:
| 1996   | 2006   | 2018   |
| ------ | ------ | ------ |
| 28 917 | 33 873 | 47 436 |

## Транспорт
Ближайший крупный гражданский аэропорт — Международный аэропорт Каира.